# سیارک ۱۶۰۱۴
سیارک ۱۶۰۱۴ (به انگلیسی: 16014 Sinha، نامگذاری:1999CB47) شانزده هزار و چهاردهمین سیارک کشف شده‌است که در ۱۰ فوریه ۱۹۹۹ کشف شد.
قدر مطلق سیارک برابر ۲۰.۴ است.